# متحف بعلبك
متحف بعلبك هو متحف لبناني أثري يؤرخ لتاريخ المدينة العريق. افتتح عام 1988م في العيد المئوي لزيارة ألإمبراطور غليوم الثاني إلى بعلبك. فيه تماثيل وقطع أثرية ومعلومات عن الحقبات البرونزية والهلنستية والرومانية بالإضافة لمعرض صور قديمة للألماني هرمن بوركاردت عن قلعة بعلبك.
وسيقوم متحف لمهرجانات بعلبك في جزء من النفق الموجود الجهة الشمالية الغربية من القلعة ليؤرخ للمهرجانات الفنية التي قامت بالهياكل منذ خمسينات القرن العشرين.